# قطر المفتوحة 2015 (ATP)
قطر المفتوحة 2015 هي بطولة تنس للرجال تندرج ضمن قائمة بطولات رابطة محترفي التنس 250 نقطة و تقام في الدوحة في قطر من 5 إلى 10 يناير 2015.